# 寶佳集團
寶佳集團有限公司，簡稱寶佳集團（英語：Eastern Century Holdings Limited，港交所除牌時0103.HK），1991年成立，當時經營銷售銅等金屬產品。
當時在1992年4月9日於香港交易所主板上市。而在1994年12月尾，首鋼集團、李嘉誠基金會等聯手收購股份，更名為首長寶佳集團有限公司至今。

## 連結
- ShougangCentury.com.hk（页面存档备份，存于）